# Браунерит
Браунерит — це гідратний мінерал, уранілкарбонат кальцію та калію, відкритий Якубом Плашілом з Інституту фізики Академії наук Чеської Республіки та його колегами у копальні «Сворност» у Яхимовському рудному районі, Західна Богемія, Чехія.
Кристали браунериту мають жовтий колір і склоподібний блиск. Мінерал хімічно схожий на лінекіт. Типовий матеріал зберігається в колекціях Департаменту мінералогії та петрології Національного музею в Празі, та мінералогічних колекціях Музею природознавства округу Лос-Анджелес.
Мінерал виявлений в рамках проєкту «Carbon Mineral Challenge».

## Місця знаходження
Чехія: копальня «Сворност», Яхимов, район Яхимов, Рудні Гори, Карловарський край, Богемія.